# كارل ويبر (سياسي ألماني)
كارل ويبر هو قانوني وسياسي ألماني، ولد في 26 فبراير 1936 في هايدلبرغ في ألمانيا. نشط حزبياً في الاتحاد الديمقراطي المسيحي. وقد انتخب عضو مجلس الشورى الموحد بادن فورتمبيرغ ‏ وانتخب عضو في البوندستاغ الألماني خلال فترته النيابية ‏ (20 أكتوبر 1969 – 22 سبتمبر 1972).